# Mantidactylus wittei
Mantidactylus wittei és una espècie de granota de la família dels mantèl·lids endèmica de Madagascar.